# Lola Karimova-Tillyaeva
Lola Islamovna Karimova-Tillyaeva (nascida em 3 de julho de 1978) é uma diplomata e filantropa uzbeque. Ela é a filha mais nova do ex-presidente do Uzbequistão Islam Karimov e sua esposa, Tatyana Akbarovna Karimova. Sua irmã mais velha é a diplomata uzbeque e magnata dos negócios Gulnara Karimova.

## Vida pessoal
Karimova-Tillyaeva se tornou bacharel e tem mestrado em Direito Internacional pela Universidade de Economia Mundial e Diplomacia em Tashkent e, posteriormente, doutorado em Psicologia pela Universidade do estado de Tashkent. Em janeiro de 2008, ela foi nomeada para seu cargo atual como Delegada Permanente do Uzbequistão junto à UNESCO. Ela é casada com o empresário Timur Tillyaev e eles têm três filhos: duas filhas e um filho (Mariam, Safia e Umar).
Em julho de 2013, vários meios de comunicação informaram que Karimova-Tillyaeva havia comprado uma casa em Beverly Hills, nos Estados Unidos.
Em entrevista ao BBC Uzbek Service em 2013, Karimova-Tillyaeva afirmou que não mantinha contato com sua irmã Gulnara há 12 anos e que "não há família ou relações amigáveis entre nós. Somos pessoas completamente diferentes."

## Filantropia
Lola Karimova-Tillyaeva é uma ativista, apoiando as pessoas em seu caminho para encontrar maior bem-estar. Em 2020, sob o nome de artista Lola Till, ela escreveu e publicou o guia de autocuidado "Be Your Own Harmonist". O livro é dedicado ao avanço do conhecimento sobre bem-estar e educar o leitor sobre a interação entre saúde física, emocional e mental.
Ela dirige duas organizações de caridade no Uzbequistão, que ajudam crianças órfãs e com deficiência. A Fundação You are not Alone foi criada por Karimova-Tillyaeva em 2002 para fornecer assistência a orfanatos e crianças deixadas sem cuidados parentais no Uzbequistão. Dois anos depois, Karimova-Tillyaeva fundou o Centro Nacional de Adaptação Social de Crianças, uma organização de caridade que oferece assistência médica e educacional a crianças com deficiência.

## Interesses comerciais
Em sua entrevista à BBC, Karimova-Tillyaeva disse que seu marido tem participação em uma empresa de comércio e transporte e que Timur Tillyaev nunca esteve envolvido em licitações públicas, esteve associado a indústrias de recursos nacionais como gás ou algodão, e não apoia isenções fiscais ou status de monopólio.
Lola Karimova-Tillyaeva possui uma propriedade na Suíça e entrou na lista da revista Bilan dos 300 residentes mais ricos da Suíça.
A família Tillyaev apresentou uma queixa contra a revista Bilan em 2011, depois de incluí-los na lista dos 300 residentes mais ricos da Suíça e relatar que a fortuna combinada das irmãs Karimova totalizava 1 bilhão de dólares.
Em sua entrevista à BBC publicada em setembro de 2013, Lola Karimova-Tillyaeva disse que ficou surpresa ao ver os números de 2011 publicados pela revista Bilan sobre sua riqueza. Ela disse que os números sugeridos pela imprensa estão "longe da realidade".
Em uma lista anual dos residentes mais ricos da Suíça publicada por Bilan em novembro de 2013, os ativos de Timur Tillyaev e Lola Karimova-Tillyaeva foram estimados entre 100 e 200 milhões de dólares. Os mesmos números foram citados por Bilan também em 2014.
Em 2017, a European Investigative Collaborations e a Mediapart revelaram que Karimova-Tillyaeva tinha mais de 127 milhões de euros em contas bancárias offshore na Suíça e nos Emirados Árabes Unidos .